# Brittnau
Brittnau (gsw. Brittnou) – gmina (niem. Einwohnergemeinde) w Szwajcarii, w kantonie Argowia, w okręgu Zofingen. Liczy 3 968 mieszkańców (31 grudnia 2020). Leży nad rzeką Wigger.